# 奥尔加·霍梅吉
奥尔加·霍梅吉（羅馬尼亞語：Olga Homeghi，1958年5月1日—），罗马尼亚女子赛艇运动员。她曾代表罗马尼亚参加1980年、1984年和1988年夏季奥林匹克运动会赛艇比赛，获得二枚金牌、一枚银牌和一枚铜牌。她经历过两次婚姻，第一次婚后姓布拉尔达（Bularda），第二次婚后姓约尼塔（Ionita）。